# Tomas Ayñayanque Rosas
Tomas Wuile Ayñayanque Rosas es un político peruano. Fue, durante 16 años, alcalde del distrito de Chichas entre 2003 y 2018. Actualmente es consejero regional de Arequipa por la provincia de Condesuyos.
Nació en Chichas, provincia de Condesuyos, departamento de Arequipa, Perú, el 22 de septiembre de 1965, hijo de Francisco Ayñayanque Ninacondor y María Rosas Laguna. Cursó sus estudios primarios en su localidad natal y los secundarios en la ciudad de Chuquibamba, capital de la provincia. Entre 1992 y 1996 cursó estudios técnicos de educación primaria en la ciudad de Arequipa.
Su primer cargo político lo obtuvo en las elecciones municipales de 1995 cuando fue candidato a regidor distrital de Chichas por la Lista Independiente N° 5 Condesuyos Progresa. En las elecciones municipales de 1998 fue reelegido a dicho cargo por la misma lista. En las elecciones municipales del 2002 se presentó a la alcaldía distrital de Chichas obteniendo la representación y siendo reelegido consecutivamente en las elecciones del 2006, 2010 y 2014. En las elecciones regionales del 2018, ante la prohibición de reelección de autoridades ediles, fue candidato del movimiento "Arequipa - Unidos por el Gran Cambio" a consejero regional de Arequipa por la provincia de Condesuyos siendo elegido con el 28.64% de los votos. En total, suma 25 años consecutivos ocupando cargos públicos de elección popular.
Durante su gestión como consejero regional, fue elegido presidente del consejo para el periodo 2020. Al ser parte del bloque oficialista y señalado como amigo cercano del gobernador regional Elmer Cáceres Llica, su gestión ha sido cuestionada.